# Operatie Kaub
Operatie Kaub (Duits: Unternehmen Kaub) was de codenaam voor Duitse anti-partizanenactie in Joegoslavië ten noorden van de stad Gradiška. 
Doel van de operatie was het vernietigen van boten en ponten langs de rivier de Sava. Voor deze kleine operatie, die plaatsvond op 12 februari 1944, werden delen van de 42. Jäger-Division ingezet. Alle boten en veerponten langs de rivier werden vernietigd. De Duitsers maakte op enkele plaatsen contact met partizanen, maar er werd nergens geschoten.